# Terre neuve (film)
Pour plus de détails, voir Fiche technique et Distribution.
Terre neuve (Новая Земля) est un film russe réalisé par Alexandre Melnik, sorti en 2008,.

## Fiche technique
- Photographie : Ilia Diomin
- Musique : Gleb Matveïtchouk, Andreï Komissarov
- Décors : Vladimir Donskov, Sergeï Goudilin, Vladmir Kasian
- Montage : Oleg Raievski